# H. H. Benedict Bjerge
H. H. Benedict Bjerge är en bergskedja i Grönland (Kungariket Danmark). Den ligger i den norra delen av Grönland, 2 200 km norr om huvudstaden Nuuk.